# 反舌鳥
反舌鳥，又稱嘲鶇（英語：Mockingbird），是雀形目嘲鶇科下一種原產美洲的鳥類，牠們知名於模仿其他鳥類、昆蟲或者兩棲類動物大聲快速連續的叫聲。其中大約共有17種，分為兩個屬。 

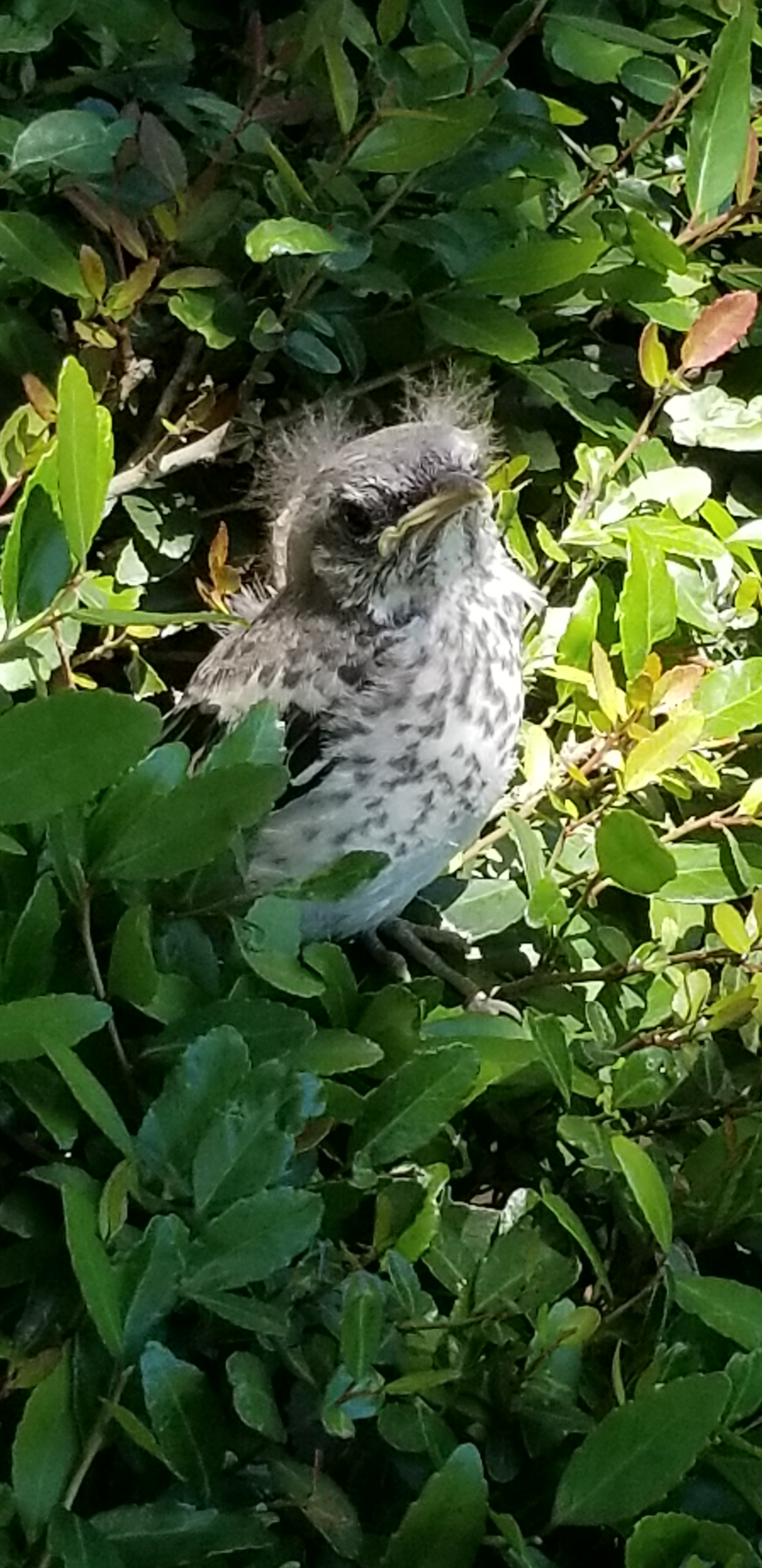
雛鳥階段的反舌鳥

在北美最常見的反舌鳥為北方反舌鳥（Mimus polyglottos），又稱小嘲鶇，學名中的Polyglottos意思是“多種語言”，因為其知名於在晚上，甚至在凌晨唱歌.。 
本物種有時會與另一種鳥類知更鳥（英語：Robin）相混淆，比如哈波·李的小說《To Kill a Mockingbird》常被誤譯為《殺死一隻知更鳥》。